# Sự kiện Tập đoàn phản Đảng
Tập đoàn phản Đảng (tiếng Nga: антипартийная группа, chuyển tự: antipartiynaya gruppa) là một nhóm trong tầng lớp lãnh đạo của Đảng Cộng sản Liên Xô hạ bệ không thành công ông Nikita Sergeyevich Khrushchyov - Bí thư thứ nhất Đảng Cộng sản Liên Xô trong tháng 6 năm 1957. "Tập đoàn phản Đảng", do Khrushchyov đặt tên, do cựu Thủ tướng Georgy Malenkov và Vyacheslav Molotov lãnh đạo. Tập đoàn này cũng bất mãn với cả hai chính sách chính của Khrushchyov làː tự do hóa xã hội Xô viết và việc ông chỉ trích Iosif Vissarionovich Stalin.

## Mô-típ
Các thành viên của tập đoàn coi các cuộc tấn công của Khrushchyov vào Stalin, nổi tiếng nhất là Diễn văn bí mật được phát biểu trong Đại hội lần thứ 20 của Đảng Cộng sản Liên Xô năm 1956 là sai và đạo đức giả vì sự tham gia tích cực của Khrushchyov trong cuộc Đại thanh trừng và các sự kiện tương tự chứng tỏ ông là một trong những sủng thần của Stalin. Họ tin rằng luận thuyết chung sống hòa bình của Khrushchyov sẽ gây nguy hiểm cho cuộc đấu tranh chống lại các cường quốc tư bản trên phạm vi quốc tế.

## Lịch sử
Vào ngày 18 tháng 6 năm 1957 một cuộc họp thường kỳ của Bộ Chính trị Ban Chấp hành Trung ương ĐCSLX đã diễn ra. Lúc đó, tầng lớp lãnh đạo cao nhất của Liên Xô đang chia rẽ, G.M Malenkov đã đánh giá tình hình như sau: «Nếu chúng ta không loại bỏ chúng ngay bây giờ, thì chúng sẽ loại bỏ chúng ta». Theo như khẳng định của đa số người tham dự cuộc họp thì Nikolay Aleksandrovich Bulganin (chứ không phải Khrushchyov) là người phụ trách chính của cuộc họp. G. Malenkov, V. Molotov, L. Kaganovich và các thành viên khác của Đoàn chủ tịch bắt đầu trình bày nhiều yêu sách đối với Khrushchyov. Khi bỏ phiếu loại bỏ Khrushchyov khỏi chức Bí thư thứ nhất thì bảy người (V. Molotov, G. Malenkov, Kliment Yefremovich Voroshilov, L. Kaganovich, N. Bulganin, Mikhail Pervukhin, Maksim Saburov) bỏ phiếu thuận (còn bốn người bỏ phiếu chống gồm chính Khrushchyov, Alexei Kirichenko, Anastas Ivanovich Mikoyan và Mikhail Suslov, nhưng chỉ Khrushchyov tỏ thái độ «thù địch» với đề nghị này) sau đó nhóm 7 người quyết định đề nghị Hội nghị toàn thể Ủy ban Trung ương Đảng Cộng sản Liên Xô loại bỏ Khrushchyov khỏi chức vụ Bí thư thứ nhất của Ủy ban Trung ương ĐCSLX và sửa đổi thành phần của Ban Bí thư Trung ương Đảng Cộng sản Liên Xô. Các thành viên tiềm năng của Bộ Chính trị Ban Chấp hành Trung ương, những người có mặt với quyền bỏ phiếu tư vấn – Leonid Ilyich Brezhnev, Georgy Konstantinovich Zhukov, Nuritdin Mukhitdinov, Yekaterina Furtseva, Nikolai Shvernik ủng hộ Khrushchyov, Dmitri Shepilov lúc đầu ủng hộ, sau đó phản đối, rồi lại ủng hộ Khrushchyov.
Ngay cả trước khi kết thúc buổi làm việc, lãnh đạo KGB Ivan Alexandrovich Serov và G. Zhukov, sau khi đã bàn mưu với Khrushchyov, đã tổ chức một cuộc họp giao ban khẩn cấp ở Moscow trên máy bay quân sự của các thành viên của Ủy ban Trung ương và ứng cử viên cho Bộ Chính trị Ủy ban Trung ương Frol Romanovich Kozlov, nổi tiếng vì lòng trung thành tuyệt đối với Khrushchyov. Cuộc họp giao ban này nhằm tìm cách để can thiệp vào quá trình của phiên họp Ủy ban Trung ương (gần như đã kết thúc) và âm mưu dẹp bỏ các cuộc thảo luận về vấn đề Bí thư thứ nhất và thành phần của Ban Bí thư Trung ương. Phiên họp này của Bộ Chính trị Ủy ban Trung ương ĐCSLX kéo dài trong bốn ngày, và ngay sau đó là Hội nghị toàn thể của Ủy ban Trung ương ĐCSLX.
Trong phiên họp đầu tiên của Hội nghị Trung ương, M. Suslov đã giải thích với các đại biểu rằng sự chia rẽ trong Bộ Chính trị là do những bất đồng liên quan đến Đại hội Đảng Cộng sản Liên Xô XX và việc phi Stalin hóa, và do đó, câu hỏi về tính chính danh của Khrushchyov đã bị gạt sang một bên. Sau đó Georgy Konstantinovich Zhukov đọc các những lời cáo buộc Molotov, Kaganovich và Malenkov là thủ phạm chính trong các vụ bắt giữ và hành quyết bất thường những đồng chí trung thành của đảng và Liên Xô.
L. Kaganovich cho rằng phải cáo buộc tất cả các thành viên của Bộ Chính trị, chứ không chỉ tố cáo ông và hai người kia. Sau đó ông tỏ ra nghi ngờ và hỏi trực tiếp Khrushchyov: "Ông có ký những chỉ thị về các cuộc hành quyết ở Ukraine không?" Khrushchyov trả lời bâng quơ (vì thật ngu ngốc khi bác bỏ các cáo buộc). Một lúc sau G. Zhukov tuyên bố cần phải tiến hành một cuộc điều tra kỹ lưỡng và trừng phạt tất cả những người chịu trách nhiệm tổ chức đàn áp hàng loạt. Tuy nhiên, vấn đề này đã được giấu kín bởi Ủy ban Trung ương và các đảng viên cấp thấp hơn vẫn không biết về điều này cho đến khi Chiến dịch Tái cấu trúc, khi thông tin chi tiết hơn về các cuộc đàn áp bắt đầu xuất hiện trên báo chí.
Các thành viên của "Tập đoàn phản đảng" đều là các cộng sự cũ của Iosif Vissarionovich Stalin — ảnh hưởng của họ bắt đầu giảm rõ rệt sau bài báo cáo của N. Khrushchyov vào cuối Đại hội Đảng Cộng sản Liên Xô XX.
D. Shepilov đã không tham gia vào những cuộc thanh trừng của Stalin và không thuộc nhóm các nhà lãnh đạo đảng chống lại N. Khrushchyov, nhưng Khrushchyov, người coi ông là ứng cử viên thay thế mình, muốn trừng phạt ông vì tội «phản quốc». Bài báo cáo «Về việc sửa đổi Điều lệ ĐCSLX» tại Đại hội Đại biểu lần thứ XXII của Đảng Cộng sản Liên Xô nhấn mạnh:
Một tập đoàn phản đảng, bao gồm Molotov, Kaganovich, Malenkov, Voroshilov, Bulganin, Pervukhin, Saburov, và Shepilov, và những kẻ đồng phạm, đã cố gắng đưa ra sự phản kháng quyết liệt đối với việc thực hiện các chính sách của đảng Lênin..
Sau khi Hội nghị Trung ương của ĐCSLX diễn ra vào tháng 6 năm 1957, các thành viên của tập đoàn đã bị loại khỏi Ủy ban Trung ương ĐCSLX, và vào năm 1962, họ đã bị khai trừ khỏi đảng.
Aleksandr Vladimirovich Pyzhikov cho rằng nghị quyết của Đại hội Đại biểu lần thứ XXII của Đảng Cộng sản Liên Xô tấn công tập đoàn phản đảng gần như nhiều gấp bốn lần so với việc tấn công sự sùng bái cá nhân của Stalin thể hiện rõ trong các báo cáo của N. Khrushchyov và trong các bài phát biểu của các đại biểu, hầu hết các cuộc tấn công nhắm vào V. Molotov (số lần bị tấn công ít hơn hai lần so với Stalin, người bị chỉ trích vì sự sùng bái cá nhân).

## Cố gắng tranh giành quyền lực
Các nhà lãnh đạo của tập đoàn – Malenkov, Molotov và Lazar Kaganovich – người gia nhập tập đoàn vào phút cuối do Bộ trưởng Ngoại giao Dmitri Shepilov, người đã thuyết phục Kaganovich rằng tập đoàn này được đa số ủng hộ. Theo kế hoạch, khi Đoàn Chủ tịch họp, tập đoàn sẽ đề nghị bỏ phiếu bãi nhiệm chức Bí thư thứ nhất của Khrushchyov và thay bằng Thủ tướng Nikolai Bulganin. Như vậy tập đoàn sẽ thắng với tỉ lệ phiếu áp đảo 7/11, trong đó Malenkov, Molotov, Kaganovich, Bulganin, Voroshilov, Pervukhin và Saburov bỏ phiếu thuận và Khrushchyov, Mikoyan, Suslov và Kirichenko bỏ phiếu chống, nhưng Khrushchyov lập luận rằng chỉ có Ban Chấp hành Trung ương mới có thể loại bỏ mình khỏi chức vụ. Tại một phiên họp bất thường của Ủy ban Trung ương tổ chức vào cuối tháng 6, Khrushchyov lập luận rằng các đối thủ của ông là một "tập đoàn phản Đảng". Ông được Bộ trưởng Quốc phòng Georgy Konstantinovich Zhukov hậu thuẫn. Khrushchyov đã có một bài phát biểu mạnh mẽ, tái khẳng định quyền lực của mình với tư cách là Bí thư thứ nhất, cảnh báo sẽ sử dụng quân đội do những người thân Khrushchyov lãnh đạo để bắt mọi người phải ủng hộ mình.

## Các thành viên khác của tập đoàn
Trong tập đoàn phản Khrushchyov còn có các thành viên của Bộ chính trị Ủy ban Trung ương như Kliment Yefremovich Voroshilov, Nikolay Aleksandrovich Bulganin, Mikhail Georgievich Pervukhin và Maksim Zakharovich Saburov, nhưng đã tạ lỗi Khrushchyov ngay tại phiên họp, tuy nhiên vẫn phải «ra đi» với các hình phạt nhẹ hơn so với bọn «đầu sỏ»:
- K. Voroshilov - cho đến tháng 7 năm 1960 vẫn là Chủ tịch Đoàn chủ tịch Xô viết tối cao Liên Xô và là thành viên của Bộ chính trị Ủy ban Trung ương, sau đó là thành viên của Đoàn chủ tịch Xô viết tối cao Liên Xô,
- N. Bulganin - cho đến tháng 3 năm 1958 vẫn là Chủ tịch Hội đồng Bộ trưởng Liên Xô. Năm 1958 ông đảm nhiệm chức Chủ tịch Hội đồng quản trị của Ngân hàng Nhà nước Liên Xô, sau đó ông bị tước quân hàm nguyên soái và bị thuyên chuyển sang làm chủ tịch Ủy ban Kinh tế Quốc dân Stavropol,
- M. Pervukhin - từ thành viên hạ xuống thành ứng cử viên của Bộ Chính trị Ban Chấp hành Trung ương Đảng Cộng sản Liên Xô (tuy nhiên, ông không tham gia các phiên họp của Bộ Chính trị), thuyên chuyển qua làm Chủ tịch Ủy ban Quan hệ Kinh tế Đối ngoại Quốc gia thuộc Hội đồng Bộ trưởng Liên Xô. Năm 1958 - ông làm đại sứ Liên Xô tại Đông Đức,
- M. Saburov - giáng xuống làm một thành viên bình thường của Ủy ban Trung ương, sau đó Phó Chủ tịch Ủy ban Quan hệ Kinh tế Đối ngoại Quốc gia thuộc Hội đồng Bộ trưởng Liên Xô. Năm 1958 - ông làm Giám đốc Nhà máy Xây dựng Máy móc nặng Syzran.

Trong Đại hội Đảng Cộng sản Liên Xô XXII Georgy Konstantinovich Zhukov cũng bị coi là thành viên của tập đoàn.

## Hậu quả
Trong cuộc họp đầy bão táp của Ủy ban Trung ương, Zhukov - một người có uy tín to lớn đã thể hiện vai trò của mình trong cuộc chiến và có thái độ không sợ hãi ngay cả khi đối mặt với sự tức giận của Stalin - đã đưa ra một lời tố cáo cay đắng về những kẻ âm mưu, buộc tội họ muốn tái lập chế độ tàn bạo của Stalin. ông thậm chí còn muốn đi xa khi nói rằng ông có sức mạnh quân sự để nghiền nát những kẻ phản nghịch ngay cả khi họ đã giành được phiếu bầu trong Ủy ban Trung ương và ngụ ý rằng ông sẽ có thể giết chết tất cả bè lũ thoán đoạt, nhưng kẻ chiến thắng Khrushchyov đã từ chối bất kỳ động thái nào như vậy.
Malenkov, Molotov, Kaganovich và Shepilov - bốn cái tên duy nhất được công khai - đã bị phỉ báng trên báo chí và bị phế truất khỏi vị trí của họ trong đảng và chính phủ. Họ được giao tương đối không quan trọng:
- Molotov được cử làm đại sứ tại Mông Cổ
- Malenkov trở thành giám đốc của một nhà máy thủy điện ở Kazakhstan
- Kaganovich trở thành giám đốc của một công ty bồ tạt nhỏ ở Dãy núi Ural
- Shepilov trở thành người đứng đầu Viện Kinh tế thuộc Viện Hàn lâm Khoa học địa phương ở Kyrgyzstan

Năm 1961, sau sự kiện phi Stalin hóa lần 2, họ đã bị trục xuất khỏi Đảng Cộng sản hoàn toàn và tất cả đều sống cuộc sống thầm lặng từ đó trở đi. Shepilov được phép gia nhập lại đảng bởi người kế nhiệm của Khrushchyov là Leonid Ilyich Brezhnev vào năm 1976 nhưng vẫn không có vai trò gì ở Liên Xô.
Khrushchyov ngày càng mất lòng tin vào vị tướng hàng đầu của mình và trong cùng năm đó cũng đã phế truất Bộ trưởng Quốc phòng Zhukov, người đã hỗ trợ ông chống lại tập đoàn phản Đảng nhưng Zhukov ngày càng có những quan điểm chính trị khác biệt với Khrushchyov, không lâu sau Bí thư thứ nhất cáo buộc Zhukov là người theo chủ nghĩa Chủ nghĩa Bonaparte. Năm 1958, Thủ tướng Bulganin, người cũng thuộc tập đoàn phản Đảng, đã buộc phải nghỉ hưu và Khrushchyov kiêm luôn chức Thủ tướng.
Khrushchyov đối xử với các đối thủ của mình khá khoan dung ở chỗ tuy họ bị phỉ báng và sỉ nhục nhưng không bị áp bức về thể xác, đánh dấu một sự hình thành một tiêu chuẩn bên trong Đảng Cộng sản Liên Xô rằng các lãnh đạo chính trị thua trận trong cuộc đấu tranh giành quyền lực sẽ không còn bị ám hại hay bỏ tù, trái ngược hoàn toàn với thời gian cuộc cuộc thanh trừng Lavrenti Beria – một tiêu chuẩn được kế thừa trong các cuộc đấu tranh quyền lực sau này, chẳng hạn như khi Brezhnev loại bỏ Khrushchyov vào năm 1964 và cuộc đảo chính thất bại chống lại Mikhail Sergeyevich Gorbachyov vào tháng 8 năm 1991. 
Zhukov sau đó được phục hồi danh tiếng một phần dưới thời Brezhnev, sau cuộc lật đổ Khrushchyov 1964, được coi là một cử chỉ hòa bình đối với người cận vệ lão thành trong đảng, vì nó tôn vinh một anh hùng của cuộc chiến (và ngụ ý Stalin là chỉ huy tối cao).

## Những lời buộc tội chống lại các thành viên của «tập đoàn phản Đảng»
Trong «Nghị quyết…» các cáo buộc sau đây đã được đưa ra đối với các thành viên của «tập đoàn phản Đảng»:
- phản đối đường lối của đảng, gây bè phái nhằm tìm cách thay đổi thành phần của các cơ quan quản lý của đảng;
- chống lại việc mở rộng quyền của các nước cộng hòa tự trị cũng như tăng cường vai trò của Xô viết địa phương;
- cố gắng phá vỡ sự sắp xếp lại quản lý công nghiệp và thành lập các Ủy ban Kinh tế Quốc dân;
- không nhận ra sự cần thiết phải tăng lợi ích vật chất của nông trường tập thể;
- đấu tranh chống lại sự cố gắng của đảng để bắt kịp Hoa Kỳ trong việc sản xuất sữa, bơ và thịt trên đầu người trong những năm tới;
- ủng hộ việc sủng bái cá nhân;
- Molotov chống lại nhiệm vụ phục hồi đất Xử Nữ;
- Molotov, với tư cách là Bộ trưởng Bộ Ngoại giao, phản đối việc cải thiện quan hệ với 
Nam Tư, cản trở việc ký kết hiệp ước nhà nước với Áo, chống lại việc bình thường hóa quan hệ với Nhật Bản; phản đối các quy định về khả năng ngăn chặn chiến tranh trong điều kiện hiện đại, về khả năng chuyển đổi sang chủ nghĩa xã hội ở các quốc gia khác nhau, về sự cần thiết phải tăng cường liên hệ giữa ĐCSLX với các đảng tiến bộ ở nước ngoài; bác bỏ lời khuyên thiết lập liên lạc cá nhân giữa các nhà lãnh đạo Liên Xô và chính khách của các quốc gia khác.

## Phản ứng ở các địa phương
Ở cấp địa phương thì có nhiều phản ứng khác nhau: có các tổ chức đảng địa phương từ chối phê chuẩn Nghị quyết «Về tập đoàn phản Đảng». Ví dụ, Đảng ủy khu vực Kamchatka đã thông báo cho Ủy ban Trung ương về sự gián đoạn của phiên họp làm việc tại nhà máy đóng hộp cá số 46 của nhà máy chế biến cá Kikhchinsky ở Ust-Bol'sheretsky (lấy cớ từ chối): 81 người đã bỏ phiếu cho đề xuất ủng hộ tập đoàn phản Đảng, và chỉ có 31 người bỏ phiếu phê chuẩn Nghị quyết Trung ương (sau đó giám đốc nhà máy bị cách chức, và đảng ủy Kamchatka buộc phải phê chuẩn Nghị quyết Trung ương).